# Tumna
Tumna, das arabische Achtel, war ein Volumen- und Getreidemaß. 
Das Maß war in den Regionen
- Ägypten:1 Tumna = 1/8 Qadah = 2 Khanuba = 0,258 Liter
- Syrien, Palästina: 1 Tumna = 2,25 Liter